# Shūichirō Koike
Shūichirō Koike (小池修一郎, Koike Shūichirō), né le 17 mars 1955 à Tokyo, est un dramaturge, librettiste, parolier et impresario japonais. Il est considéré comme l'un des metteurs en scène les plus célèbres et prolifiques du Japon,.

## Biographie

### Découverte de la Revue Takarazuka
Étudiant, Shūichirō Koike fréquente la Faculté des Lettres de l'Université Keiō. En parallèle de ses études, il est membre d'un groupe théâtral et se passionne pour Jūrō Kara, emblème de la scène underground. A cette même période, il découvre par hasard la Revue Takarazuka ; très vite, il est fasciné par cette compagnie de théâtre composée exclusivement de femmes. Dès lors, il suit assidument les représentations.

### Metteur en scène pour la compagnie
En 1977, une fois son diplôme en poche, Koike obtient un emploi d'assistant metteur en scène auprès de la compagnie Takarazuka.
En 1986, il fait ses premiers pas en tant que metteur en scène avec une production dramatique intitulée Valentino et jouée au Takarazuka Bow Hall. Trois ans plus tard, il fait des débuts remarqués au Grand Théâtre de Takarazuka avec Angel's Smile, Devil's Tears, une comédie musicale inspirée par le Faust de Goethe. Ce sont les prémices d'une carrière fructueuse dont le succès ne se démentira pas jusqu'à sa démission en 2020.

### Consécration
En 1991, Koike remporte le 17e Kazuo Kikuta Drama Award pour sa création The Great Gatsby (ja), une production originale basée sur l'œuvre de F. Scott Fitzgerald.
En 1996, il traduit, étoffe et met en scène la comédie musicale allemande Elisabeth. Pour la première fois, le personnage principal du spectacle n'est pas l'impératrice Elisabeth mais Der Tod. Cette version japonaise connaît un intérêt publique et critique retentissant ; elle est montée à de nombreuses reprises par les équipes de la Takarazuka et de la Tōhō. Par la suite, Koike adapte plusieurs productions européennes, notamment Mozart!, Roméo et Juliette, de la haine à l'amour ou encore 1789 : Les Amants de la Bastille.
En 2003, il est nommé à la direction de la Revue Takarazuka.
En 2006, il s'allie au compositeur américain Frank Wildhorn, avec qui il crée la comédie musicale Never Say Goodbye. Cinq ans plus tard, ils collaborent de nouveau sur Mitsuko.
En 2014, il reçoit la Médaille au ruban pourpre, un prix décerné à « ceux qui ont contribué au développement des sciences et des arts par la clarté de leurs publications ». Cette même année, il collabore avec Sylvester Levay et Michael Kunze sur un nouveau projet inédit : Lady Bess. Il signe également Napoléon, the Man Who Never Sleeps, sur une musique de Gérard Presgurvic.

### Départ de la compagnie Takarazuka et scandale
En 2020, il quitte la direction de la Revue Takarazuka mais conserve le statut de conseiller spécial.
Courant 2023, il est annoncé qu'il travaille sur une nouvelle comédie musicale, Lupin ~Le Secret de la Comtesse Cagliostro~, avec Dove Attia et Rod Janois à la musique.
En décembre 2023, le Shūkan Bunshun (un tabloïd hebdomadaire connu pour son journalisme d'investigation et ses fréquents affrontements avec le gouvernement japonais) publie une enquête accablante sur Shūichirō Koike. Photos à l'appui, la rédaction relate avoir reçu plusieurs témoignages à charge contre le metteur en scène, chaque mail dénonçant « le plus grand auteur d'abus de pouvoir, de harcèlement sexuel et de harcèlement moral dans le monde du théâtre ». Certaines anciennes membres de la Revue Takarazuka affirment avoir été harcelées sexuellement pendant plus d'une décennie ; d'autres l'estiment en partie responsable du suicide d'Aria Kii, l'une des membres âgée de vingt-cinq ans au moment de sa mort. Les anciennes assistantes du metteur en scène ont également pointé un comportement abusif et menaçant à leurs égards. Il est également accusé de favoritisme envers Mari Hanafusa, en poussant fréquemment ses concurrentes à démissionner pour la laisser seule interprète du rôle-titre. En réponse, le compositeur d'Elisabeth, Sylvester Levay, serait intervenu en personne pour remédier à ce népotisme : il aurait ainsi exercé son autorité face à Koike pour conserver d'autres stars à la distribution du spectacle, notamment Maki Ichiro et Reika Manaki. Après Lady Bess et témoin de l'attitude de Koike, le tandem Levay-Kunze aurait par la suite mis un terme à toute collaboration directe avec le metteur en scène. Koike est rapidement comparé à l'ancien dirigeant de Johnny's, Johnny Kitagawa, dont l'affaire de pédocriminalité avait ébranlé la société japonaise.
En mars 2024, la compagnie Takarazuka reconnaît avoir eu un comportement inapproprié envers Aria Kii, dont le fait d'avoir infligé à la jeune femme une pression trop forte. Elle nie en revanche tout harcèlement de la part des membres de la troupe. Koike n'est pas mentionné explicitement lors de la conférence.
Les accusations ne semblent pas porter préjudice à sa carrière. Koike a ainsi signé les mises en scène de LUPIN: The Secret of Countess Cagliostro (2024) et Shōwa Genroku rakugo shinjū (2025).

## Scénographie(sélection partielle)

### Revue Takarazuka
- 1986 : Valentino
- 1989 : Angel's Smile, Devil's Tears
- 1991 :The Great Gatsby (ja)
- 1996 / 1996-1997 / 1998-1999 / 2002-2003 / 2005 / 2007 / 2009 / 2014 / 2016 / 2018 : Elisabeth
- 2006 : Never Say Goodbye
- 2014 : Napoléon, the Man Who Never Sleeps : Mise en scène, livret
- 2008 / 2010 / 2017 : The Scarlet Pimpernel : Mise en scène, traduction

### Spectacles hors de la Revue Takarazuka
- 1997 : Annie Get Your Gun : Mise en scène, traduction
- 2000 / 2001 / 2004 / 2005 / 2006 / 2008-2009 / 2010 / 2012 / 2015 / 2016 / 2019 / 2022-2023 : Elisabeth : Mise en scène, traduction, adaptation
- 2001 : ジャン・コクトー 堕天使の恋 (Jan kokutō daten-shi no koi?, Jean Cocteau : L'amour de l'ange déchu) : D'après la vie de Jean Cocteau, mise en scène
- 2002 / 2005 / 2007 / 2010 / 2014 / 2018 / 2021 / 2024 : Mozart! : Mise en scène, adaptation, traduction
- 2006 / 2010 / 2013 : Anna Karenina (en) : Traduction
- 2007 : Cérémonies d'ouverture et de clôture des Championnats du monde d'athlétisme : Mise en scène
- 2008 : Le Triomphe de l'amour
- 2010 / 2012 : Cabaret : Adaptation, traduction, mise en scène
- 2010 : Concert du 10e anniversaire de Yoshio Inoue
- 2011 : MITSUKO : Livret, paroles, mise en scène
- 2011 / 2013 / 2017 / 2019 / 2021 / 2024 : Roméo et Juliette : Adaptation, mise en scène
- 2014 / 2017 : Lady Bess : Traduction, mise en scène
- 2014 : Ocean's 11 : Adaptation du film Ocean's Eleven, livret, mise en scène
- 2016 : Mozart! : Mise en scène de la production sud-coréenne
- 2016 / 2018 : 1789 : Les Amants de la Bastille : Adaptation, mise en scène
- 2016 / 2017 : The Scarlet Pimpernel : Mise en scène, traduction
- 2017 : The Great Gatsby (ja)
- 2017 : Concert du 35e anniversaire de Maki Ichiro (en) : Superviseur
- 2018 / 2022 : Ruroun Kenshin, the Musical : Adaptation de Kenshin le Vagabond, livret et mise en scène
- 2021 : Pō no ichizoku : Adaptation du Clan des Poe, livret, mise en scène
- 2021 / 2024 : Newsies : Mise en scène, traduction, adaptation
- 2024 : LUPIN : The Secret of Countess Cagliostro : Adaptation de La Comtesse de Cagliostro, livret, paroles, mise en scène
- 2025 : Shōwa Genroku rakugo shinjū : Adaptation de Le Rakugo ou la vie, livret, mise en scène